# Qaḑā' Ḩisbān
Qaḑā' Ḩisbān (arabiska: قضاء حسبان) är en kommun i Jordanien.   Den ligger i guvernementet Amman, i den centrala delen av landet, 23 km sydväst om huvudstaden Amman.